# Białozór
Białozór, sokół norweski (Falco rusticolus) – gatunek dużego ptaka drapieżnego z rodziny sokołowatych (Falconidae), największy przedstawiciel rodzaju Falco.

## Występowanie
To gatunek arktyczny osiadły lub częściowo wędrowny, na niektórych obszarach koczujący. W sezonie lęgowym zasiedla arktyczną część Eurazji i Ameryki Północnej. Gnieździ się na Półwyspie Skandynawskim, Islandii, w północnej Finlandii, Rosji, na Alasce, w północnej Kanadzie i na Grenlandii. Zimę część populacji spędza na południe od zasięgu letniego, ale zwykle powyżej 52°N.
Do Polski zalatuje sporadycznie (do 2020 roku stwierdzony 17 razy, ostatnio w 2002 i 2020 roku) z lęgowisk leżących na północy Europy. Za każdym razem stwierdzano pojedyncze osobniki. Miało to miejsce od sierpnia do listopada i w styczniu, marcu oraz pierwszej połowie kwietnia. Był spotykany w różnych częściach kraju, zarówno na Wybrzeżu, jak i w centrum czy na pogórzu.

## Systematyka
Obecnie zwykle traktuje się Falco rusticolus jako gatunek monotypowy, ale jego taksonomia jest skomplikowana – tworzy wiele form polimorficznych, które niekiedy uznawano za podgatunki, a niektóre nawet za osobne gatunki.
Wyróżniano m.in. następujące podgatunki:
- Falco rusticolus candicans – w okolicach arktycznych Ameryki Północnej i wschodniej Azji; duży i niekiedy prawie biały
- Falco rusticolus islandus – na terenie Islandii; popielaty na grzbiecie
- Falco rusticolus rusticolus – w Laponii, północnej Skandynawii i północnych obszarach Rosji
- Falco rusticolus intermedius – za Uralem
- Falco rusticolus grebnitzkii – w północnej Azji; bardziej brązowy, ciemniejszy
- Falco rusticolus altaicus – w górach Ałtaju.

## Charakterystyka

### Cechy gatunku

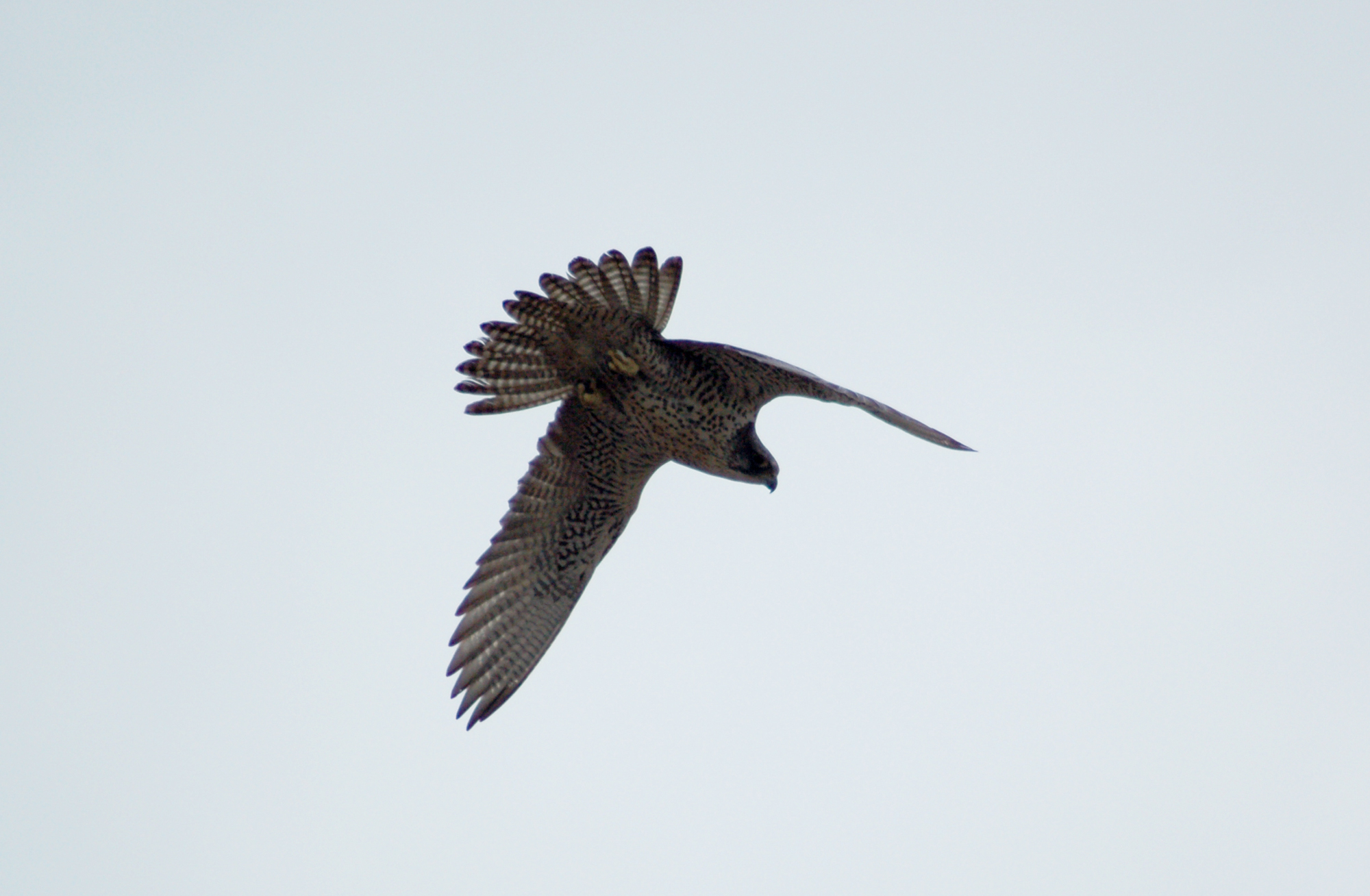
Białozór w locie

Obie płcie ubarwione jednakowo, ale samica jest wyraźnie większa. Wśród sokołów oprócz rozmiarów wyróżnia się największą zmiennością ubarwienia – występują trzy odmiany barwne: biała, ciemno plamkowana, z ciemnymi końcami skrzydeł; jasnoszara o piórach z białymi brzegami; ciemnoszara z piórami o jaśniejszych brzegach, ciemnobrązową głową z jasnymi podłużnymi pręgami, szarym lub szarobrązowym z niebieskawym nalotem grzbietem, szaro plamkowanym spodem. Upierzenie zmienia się wraz z szerokością geograficzną – ptaki z najbardziej północnego areału są prawie zupełnie białe ze skąpymi czarnymi plamkami, a południowe populacje mają brązowy lub łupkowoszary wierzch. Na policzku słabo zaznaczony ciemniejszy „wąs”, u odmiany białej w ogóle niewidoczny. U wszystkich odmian spód ciała plamkowany lub kreskowany. Nogi i woskówka na dziobie żółte. Szyja i ogon krótkie. W locie charakterystyczna sylwetka o długich i ostro zakończonych skrzydłach. Może przez to przypominać samicę jastrzębia, choć przeczą temu dłuższe i bardziej zaostrzone skrzydła. Młode ptaki są zwykle ciemniejsze, brunatnoszare, i mocniej kreskowane od spodu.
Rozmiarami zbliżony do myszołowa. Od sokoła wędrownego różni go bardziej masywna sylwetka. W locie widoczne są szersze u nasady i słabiej zaostrzone skrzydła oraz szerszą nasadę ogona. Jednak ze względu na wielkość łatwy do rozpoznania.

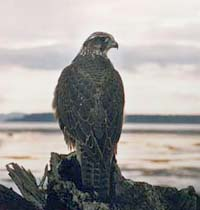
Upierzenie północnoamerykańskie

### Wymiary średnie[8]
długość ciała z dziobem i ogonemok. 50–60 cm
rozpiętość skrzydeł110–135 cm
długość ogona18,5–24,5 cm

### Masa ciała[8]
samicaok. 1200–2150 g
samiecok. 950–1450 g

## Biotop
Arktyczna tundra, tereny górzyste tajgi, lasotundra, skaliste polarne wybrzeża, nadmorskie klify, hale, turnie, zwłaszcza w okolicach urwistych brzegów rzek.
Niektóre osobniki zimą pozostają na lęgowiskach, pozostałe koczują na terenach bardziej południowych, szczególnie preferując wybrzeża mórz.

## Okres lęgowy

### Toki
Drapieżniki te łączą się w trwałe pary, które mogą przetrwać wiele sezonów, być może są sobie wierne całe życie. Okres lęgowy rozpoczyna się na początku kwietnia lub w maju.

### Gniazdo

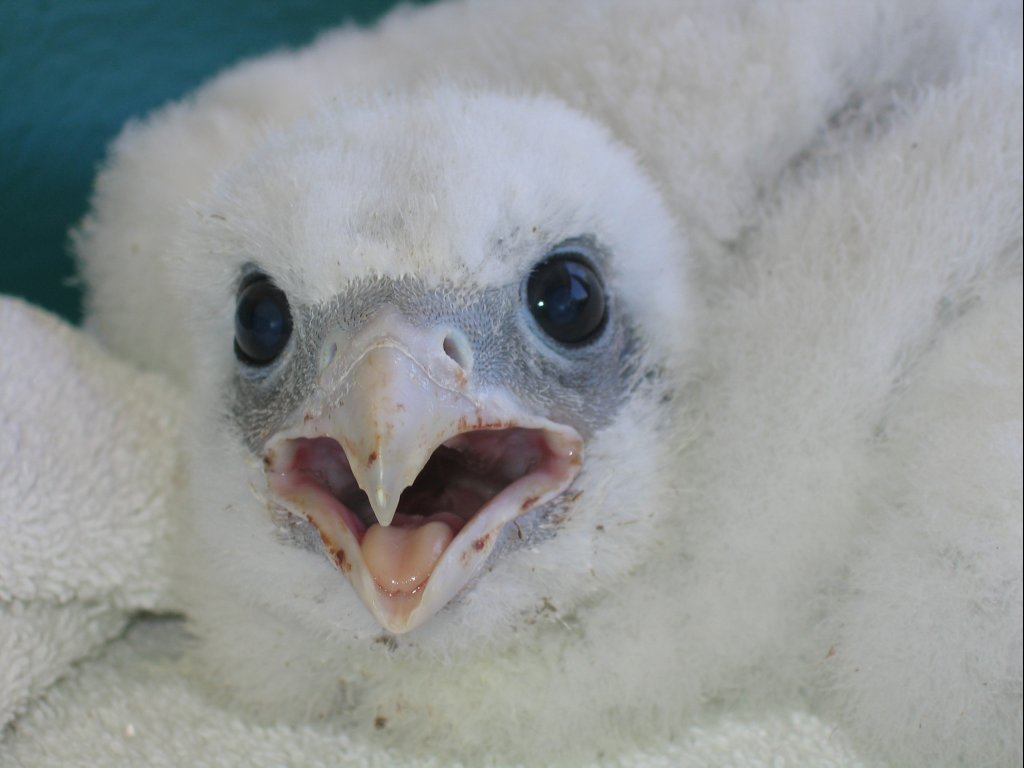
Pisklę białozora

Rzadziej gnieździ się na półce skalnej pod nawisem, gołej ziemi, a częściej na drzewie. Zajmuje konstrukcje lęgowe innych ptaków krukowatych i drapieżnych, np. kruków, myszołowów włochatych i orłów przednich. Często gniazduje w koloniach arktycznych ptaków morskich lub w miejscach żerowania pardw.

### Jaja

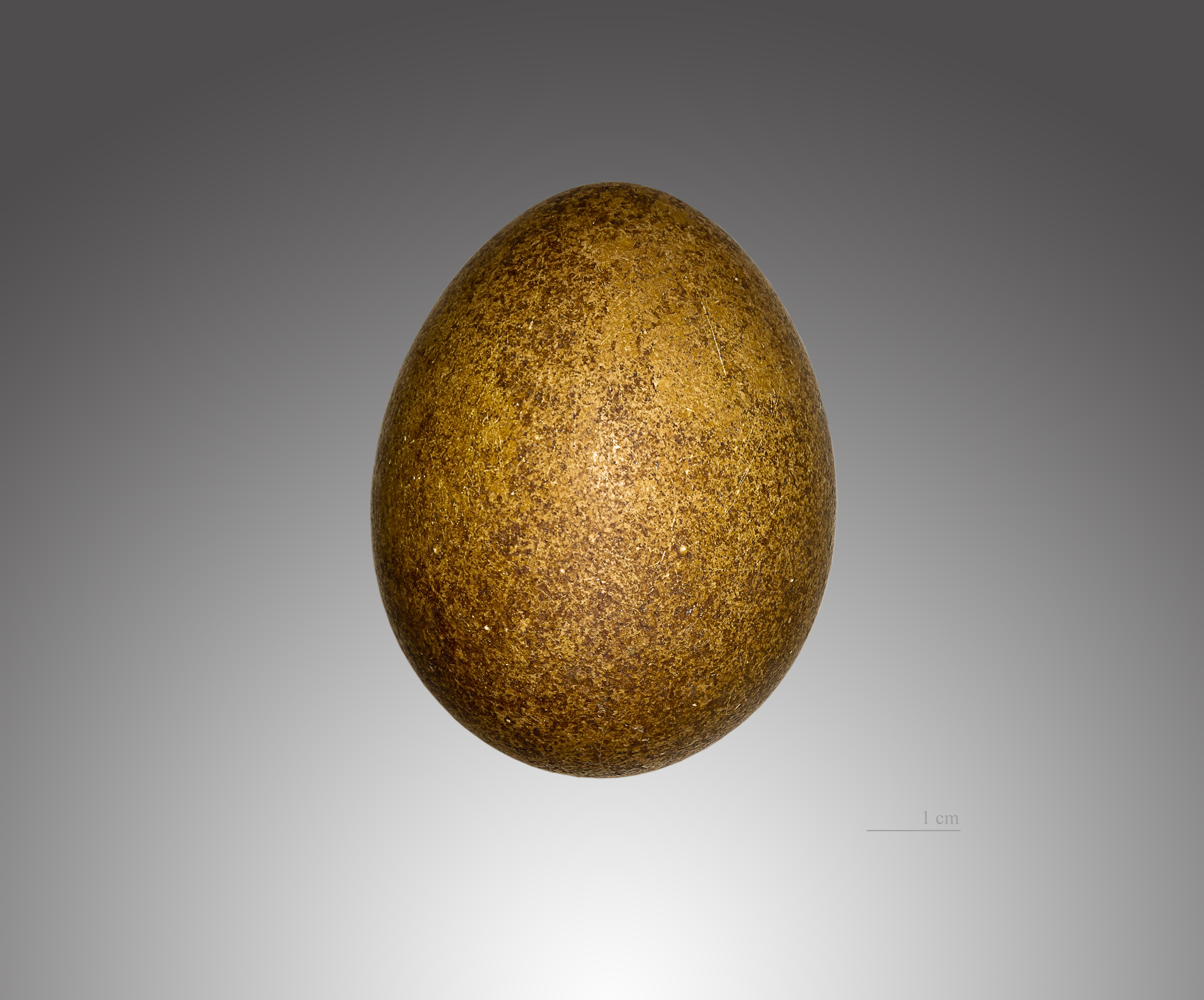
Jajo z kolekcji muzealnej

W zniesieniu przeważnie 3 lub 4 jaja o kremowej barwie z obfitymi, rdzawymi plamkami.

### Wychowywanie młodych
Głównie samica zajmuje się wysiadywaniem jaj. Zajmuje jej to 34–36 dni. Młode opuszczają gniazdo po 46–49 dniach.

## Pożywienie
Głównym pokarmem białozorów są kuropatwy, cietrzewie, pardwy i kaczki. Na niektórych obszarach chwyta w większości alczyki, lemingi lub zające polarne i inne małej wielkości ssaki. Poluje latając nisko nad ziemią, aby wypłoszyć ofiarę. Może też chwytać ofiary z ziemi lub na wodzie. Nie pogardzi też napotkaną padliną.

## Status i ochrona
Międzynarodowa Unia Ochrony Przyrody (IUCN) uznaje białozora za gatunek najmniejszej troski (LC – Least Concern). W 2021 roku liczebność światowej populacji wstępnie szacowano na 12 600 – 55 300 dorosłych osobników. Trend liczebności populacji uznaje się za stabilny. Do głównych zagrożeń dla gatunku należy wybieranie jaj i piskląt z przeznaczeniem na rynek sokolniczy, oraz nielegalne polowania, w mniejszym stopniu także zakłócanie lęgów przez turystów.
W Polsce objęty ścisłą ochroną gatunkową.